# سمبوکو رپید
سمبوکو رپید (انگلیسی: Semboku Rapid) شرکت ترابری ریلی ژاپنی است، که در سال ۱۹۶۰ تأسیس شد.